# Il lettino vuoto
Il lettino vuoto è un film muto italiano del 1913 diretto da Enrico Guazzoni.

## Trama
Il cavalier Piemonti, proprietario di una cartiera, accoglie la nipote Giuseppina, vedova, con il figlio Raul. Intanto ad un'operaia, Maria, muore il figlio. Lo choc nel vedere il lettino vuoto è per lei così forte che comincia ad odiare tutti i bimbi che vede intorno.